# أحد الذكرى
أحد الذكرى (بالإنجليزية: Remembrance Sunday)‏ هو يوم احتفال يقام في المملكة المتحدة «لتكريم مساهمات رجال ونساء الخدمات المدنية والعسكرية البريطانيين ومن أعضاء الكومنولث في الحرب العالميتين والنزاعات اللاحقة». ويقام في الساعة 11 صباحًا في ثاني أحد من شهر نوفمبر (يوم الأحد الأقرب ليوم 11 نوفمبر، يوم معاهدة وقت إطلاق النار، وهو يوم إنهاء العدائيات في الحرب العالمية الأولى في 1918).
يوضع شعار زهرة الخشخاش في ذلك اليوم تذكيرًا بهذه المناسبة.

## استشهادات
1. ↑  "زهرة الخشخاش تُزين قمصان إنجلترا وألمانيا.. ما المناسبة؟". الخليج أونلاين. 8 نوفمبر 2017. مؤرشف من الأصل في 2019-12-08. اطلع عليه بتاريخ 2018-11-12.